# Чапаната (канал)
Чапаната́, Чупаната (узб. Choponota, Cho‘ponota, Чопонота, Чўпонота) — небольшой оросительный канал (арык) в Чиланзарском и Учтепинском районах Ташкента, правый отвод канала Анхор.

## Описание
Длина Чапанаты составляет 5 км 218 м. На всём протяжении русло канала бетонировано. Согласно энциклопедии «Ташкент», максимальный расход воды равен 400 л/с, по данным К. Холматова и П. Баратова (1983) из Анхора в Чапанату поступает около 450 л/с воды. Согласно энциклопедии «Ташкент» орошает площадь в 300 га, по данным К. Холматова и П. Баратова — 500 га.
Головное сооружение канала Чапаната расположено позади ресторана Чиланзар (на левом берегу Анхора). Чапаната отходит от Анхора вправо в районе Парка культуры и отдыха имени Гафура Гуляма. Вначале имеет северо-западное направление русла. Проходит по территории 6, 8, 9, 13 и 12-го кварталов массива Чиланзар, переходя из Чиланзарского тумана в Учтепинский туман. Последовательно пересекает проспект Бунёдкор, улицы Катартал (у пересечения расположено небольшое кладбище), Чапаната, Лутфий, Фархад, Катта Хирмантепа и Фозилтепа. В низовьях течёт в западном направлении, оставшаяся в русле вода вливается в канал Бозсу (Нижний Бозсу) близ Ташкентской кольцевой автомобильной дороги, южнее рынка Урикзор. По течению проходит 10 дюкеров и 10 мостовых труб.
По состоянию на 1983 год, канал Чапаната питал водой 13 арыков.
По данным К. Холматова и П. Баратова работы по прорытию канала выполнялись в 1939-м году. В энциклопедии «Ташкент» датой постройки или последней реконструкции канала указан 1936-й год.